# Gigo van Forcalquier
Gigo van Forcalquier (overleden in 1149) was van 1129 tot aan zijn dood graaf van Forcalquier. Hij behoorde tot het huis Urgell.

## Levensloop
Gigo was de oudste zoon van graaf Willem III van Forcalquier uit diens huwelijk met Garsende, dochter van graaf Guigo III van Albon. 
Hij was nog een kind toen hij en zijn jongere broer Bertrand I in 1129 graaf van Forcalquier werden. Op dat moment werd het graafschap bedreigd door graaf Alfons Jordaan van Toulouse en graaf Raymond Berengarius III van Barcelona, die in 1125 het graafschap Provence hadden verdeeld en het graafschap Forcalquier niet erkenden. Ook werd de autoriteit van de broers over Forcalquier niet aanvaard door de adel, die meermaals in opstand kwam. Om deze uitdagingen aan te pakken werden ze gesteund door hun grootvader Guigo III en later hun oom Guigo IV van Albon. De graven van Albon slaagden erin om het graafschap Forcalquier te laten erkennen door Alfons Jordaan van Toulouse.
Gigo van Forcalquier overleed in 1149. Vervolgens regeerde zijn broer Bertrand I alleen over het graafschap.

## Huwelijk en nakomelingen
Gigo was gehuwd met een vrouw wier naam niet is overgeleverd. Ze kregen een zoon Willem, die voor hem was gestorven.